# Amy Jagger
Amy Crossley Jagger, coniugata Fisher (Halifax, 14 maggio 1908 – Congleton, 17 novembre 1993), è stata una ginnasta britannica.

## Palmarès
- Giochi olimpici

Amsterdam 1928: bronzo nel concorso a squadre.